# 红旗飘飘 (孙楠歌曲)
《红旗飘飘》，又名《五星红旗》，乔方词，李杰曲，1996年电视剧《警苑神掌》主题曲。以孙楠演唱版本流传最为广泛。

## 大事记
- 1996年，词作家乔方为电视剧《警苑神掌》写主题歌，写好后找李杰谱曲。[1]
- 2009年，关喆将《红旗飘飘》重新编曲、混音，新版《红旗飘飘2009》得到了李杰的肯定。[2]
- 2009年，该曲被选为国庆群众游行21首歌曲之一，在10月1日的游行中多次演奏。[3]
- 2015年9月5日，《红旗飘飘》作为央视《新闻联播》的结束曲使用，同时配以9月3日抗战胜利70周年阅兵的画面[4]。